# 가노마타역
가노마타역(일본어: 鹿又駅)은 일본 미야기현 이시노마키시에 위치한 동일본 여객철도 이시노마키 선의 철도역이다. 상대식 승강장 2면 2선의 구조를 갖춘 지상역이다.

## 타는 곳
| 1 | ■ 이시노마키 선 | 하행 | 이시노마키 · 오나가와 방면 |
| 2 | ■ 이시노마키 선 | 상행 | 마에야치 · 고고타 방면     |

## 이용 현황
| 승차 인원 추이 | 승차 인원 추이 |
| 연도           | 1일 평균       |
| -------------- | -------------- |
| 2000           | 486            |
| 2001           | 470            |
| 2002           | 478            |
| 2003           | 483            |

## 역 주변
- 국도 제45호선
- 산리쿠 자동차도

## 인접 역
| 이시노마키 선        | 이시노마키 선   | 이시노마키 선            |
| -------------------- | --------------- | ------------------------ |
| 가케야마 고고타 방면 | ■ 이시노마키 선 | 소바노카미 오나가와 방면 |